# Winfried Vogt (Rennfahrer)
Winfried Vogt, bekannt als Winni Vogt, (* 13. März 1945 in Waldshut-Tiengen, OT Tiengen; † 18. Mai 1989 ebenda) war ein deutscher Tourenwagen- und Bergrennfahrer. Während seiner Karriere wurde er 1973 Deutscher Bergmeister und 1987 Tourenwagen-Europameister.

## Leben
Vogt, der seit Beginn seiner Rennsport-Karriere im Jahr 1968 fast überall nur als „Winni“ bekannt war, fuhr  bei seinen ersten Starts bei süddeutschen Bergrennen mit einem mattschwarzen DKW Junior mit ca. 85 PS mehrere Klassensiege ein,  bereits bei seinem ersten Start am Schauinsland  wurde er  Zweiter.
Ab 1970 wechselte er auf NSU 1000 TTS und errang damit 1973 den Titel eines Deutschen Bergmeisters. Beim Wechsel der Klasse zu den Rennwagen der Formel Super V hielten sich die weiteren Erfolge jedoch in Grenzen,  zumindest konnten die Spesen durch Preisgelder aufgefangen werden.
Von 1975 bis 1977  pausierte er, um  dann in Mainz-Finthen ein Rennen mit einem VW Polo des Racing-Teams Bickel  zu fahren.  Dessen Teamchef Körber wollte ihm
bei jedem weiteren Rang  unter dem Ersten  100.-  DM   von seiner Gage von 1000.-  DM   abziehen     -    Vogt gewann das Rennen jedoch souverän.
1978 startete Vogt in einem BMW 320 in der Deutschen Rennsport-Meisterschaft, konnte in zwei Rennen aber keine Punkte erzielen. Für das Team Cavallo-Matras ging er mit gleichem Wagen für eine ganze Saison an den Start. In zehn Rennen holte er acht Punkte und wurde 29. im Gesamtklassement. 1980 wechselte Vogt auf einen vom Team Postert Toyota eingesetzten Toyota Celica mit 16-Ventil-Motor, doch auch der Markenwechsel führte nicht zu größeren Erfolgen.
Als 1984 die Deutsche Tourenwagen-Meisterschaft gegründet wurde, errang Vogt mit einem von Linder Rennsport eingesetzten BMW 323i zwei Siege und wurde mit 146,5 Punkten Vierter; ohne Streichresultate wäre er gar Vizemeister geworden. 1985 ging Vogt wiederum für Linder in seine zweite DTM-Saison. Trotz eines Sieges konnte er an seine Vorjahresleistungen nicht heranreichen und wurde am Ende Zehnter. 1988 ging Vogt noch einmal für Linder in einem BMW M3 an einem Rennwochenende in der DTM an den Start.
Mehrere Starts zur Tourenwagen-Weltmeisterschaft bestritt er mit den F1-Fahrern Christian Danner und Mark Thatcher, bis er 1987 zum BMW-Werksteam wechselte und an der Tourenwagen-EM teilnahm, welche er im gleichen Jahr noch gewinnen konnte.
Vogt erkrankte an Krebs und sein Gesundheitszustand verschlechterte sich zunehmend; trotzdem fuhr er bis zum Saisonende 1988 weiter für das BMW-Werksteam und erlag im Frühjahr 1989 seiner schweren Krankheit.

## Trivia
Beim DTM-Tourenwagen-Revival in Hockenheim im Juni 2011 wurde u. a. Vogts original restaurierter BMW 325i Gr.A präsentiert, mit dem er 1986 die Tourenwagen-EM bestritten hatte.

## Statistik

### Einzelergebnisse in der Sportwagen-Weltmeisterschaft
| Saison | Team              | Rennwagen   | 1   | 2   | 3   | 4   | 5   | 6   | 7   | 8   | 9   | 10  | 11  | 12  | 13  | 14  | 15  | 16  | 17  |
| ------ | ----------------- | ----------- | --- | --- | --- | --- | --- | --- | --- | --- | --- | --- | --- | --- | --- | --- | --- | --- | --- |
| 1978   | Rhein-Ruhr-Racing | BMW 2002    | DAY | SEB | MUG | TAL | DIJ | SIL | NÜR | LEM | MIS | DAY | WAT | VAL | ROD |     |     |     |     |
| 1978   | Rhein-Ruhr-Racing | BMW 2002    |     |     |     | 31  |     |     |     |     |     |     |     |     |     |     |     |     |     |
| 1979   | Cavallo Matras    | Ford Escort | DAY | SEB | MUG | TAL | DIJ | RIV | SIL | NÜR | LEM | PER | DAY | WAT | SPA | BRH | ROA | VAL | ELS |
| 1979   | Cavallo Matras    | Ford Escort |     |     |     |     | DNF |     |     |     |     |     |     |     |     |     |     |     |     |
| 1980   | Berkenkamp Racing | Ford Escort | DAY | BRH | SEB | MUG | MON | RIV | SIL | NÜR | LEM | DAY | WAT | SPA | MOS | ROA | VAL | DIJ |     |
| 1980   | Berkenkamp Racing | Ford Escort |     |     |     |     |     |     |     |     | DNF |     |     |     |     |     |     |     |     |